# Велька Легота
Велька Легота (словац. Veľká Lehota) — село, громада округу Жарновиця, Банськобистрицький край, центральна Словаччина, регіон Теков. Кадастрова площа громади — 18,61 км².
Населення 1090 осіб (станом на 31 грудня 2017 року).

## Історія
Велька Легота вперше згадується в 1283 році.

## Населення
| Рік:            | 1994. | 2004.   | 2014.   | 2024.    |
| --------------- | ----- | ------- | ------- | -------- |
| Кількість осіб: | 1296  | 1253    | 1139    | 1009     |
| Різниця:        |       | -3,31 % | -9,09 % | -11,41 % |

| Рік:            | 2023. | 2024.   |
| --------------- | ----- | ------- |
| Кількість осіб: | 1018  | 1009    |
| Різниця:        |       | -0,88 % |